# Imran Sadriu
Imran Sadriu (* 15. März 1996) ist ein österreichischer Fußballspieler.

## Karriere
Sadriu begann seine Karriere beim SKU Amstetten. Ab 2012 spielte er für die Zweitmannschaft von Amstetten in der siebtklassigen 1. Klasse. Nach der Saison 2014/15 verließ er Amstetten.
Nach einem halben Jahr ohne Verein wechselte er im Jänner 2016 zum achtklassigen USV Ferschnitz. Zur Saison 2016/17 schloss er sich dem viertklassigen SCU Ardagger an. Sein erstes Spiel für Ardagger in der Landesliga absolvierte er im August 2016, als er am ersten Spieltag jener Saison gegen den ASV Spratzern in der Startelf stand und in der 85. Minute durch Lukas Kloibhofer ersetzt wurde. In jenem Spiel, das Ardagger mit 3:2 gewann, erzielte er zudem den Treffer zum zwischenzeitlichen 2:1. Zu Saisonende hatte Sadriu 29 Einsätze zu Buche stehen, in denen er 19 Tore erzielte.
Zur Saison 2017/18 wechselte er zum Regionalligisten ASK Ebreichsdorf. Im August 2017 debütierte er in der Regionalliga, als er am zweiten Spieltag jener Saison gegen den Wiener Sport-Club in der 69. Minute für Benjamin Redzic eingewechselt wurde.
Im Sommer 2018 kehrte er zum Zweitligisten SKU Amstetten zurück. Sein Debüt in der 2. Liga gab er im August 2018, als er am sechsten Spieltag der Saison 2018/19 gegen den SK Vorwärts Steyr in der 83. Minute für Michael Drga ins Spiel gebracht wurde.
Im Jänner 2019 wechselte er zum Regionalligisten FC Stadlau.